# Cyrenoidea
Cyrenoidea zijn een superfamilie uit de superorde Imparidentia.

## Families
- Cyrenidae Gray, 1840
- Cyrenoididae H. Adams & A. Adams, 1857 (1853)
- Glauconomidae Gray, 1853